# يان ويستوود
يان ويستوود (13 يوليو 1982 في المملكة المتحدة - ) (بالإنجليزية: Ian Westwood)‏ هو لاعب كريكت بريطاني. لعب مع نادي وارويكشاير للكريكيت ‏ وWarwickshire Cricket Board ‏.

## وصلات خارجية
- يان ويستوود على موقع إي آس بي آن كريك إنفو (الإنجليزية)